# Lord Tanamo
Lord Tanamo, właśc. Joseph Abraham Gordon (ur. 2 października 1934 w Kingston, zm. 19 kwietnia 2016) – jamajski gitarzysta i wokalista, wykonawca muzyki mento i calypso, jak również jeden z pierwszych wokalistów ska; znany przede wszystkim z częstej współpracy z The Skatalites.

## Życiorys
Urodził się i dorastał w stolicy Jamajki. Muzyką zafascynował się wieku lat czterech, widząc jak jego kolega, Cecil Lawes, gra na własnoręcznie zrobionej marimbuli; mając po kilkanaście lat, obaj chłopcy dorabiali występując w duecie na rogach ulic. W roku 1956 ze swoją wersją przeboju "Mango Tree" zajął drugie miejsce w lokalnych eliminacjach do ogólnokrajowego konkursu piosenki calypso (zwyciężył wówczas Count Lasher). Podobnie jak wielu innych wykonawców mento, swoje pierwsze nagrania - single "Crinoline Incident" / "Wedding Bells" oraz "Old Harbour Visit" / "Calypso Craze" - zrealizował w Motta’s Recording Studio (jako że prowadzący studio Stanley Motta nie posiadał jeszcze wówczas maszyny tłoczącej, acetatowe matryce z nagraniami wysyłał do Wielkiej Brytanii, gdzie płyty tłoczyła dla niego wytwórnia Decca Records). Sam przygrywał sobie na gitarze, zaś w skład akompaniujących mu Calypsonians wchodzili: Wilbert Stephenson (znany również jako członek grupy Chin’s Calypso Sextet) – bambusowy saksofon, Carlton Lewis - marakasy i bongosy, Cecil Largie - konga oraz wspomniany Cecil Lawes - marimbula.
W maju 1957 roku wystąpił podczas koncertu zorganizowanego na powitanie Louisa Armstronga, który przyleciał na wyspę ze swoim bandem All Stars; uroczystość ta miała miejsce na lotnisku Palisadoes, obecnie imienia Normana Manleya. Specjalnie na cześć Armstronga Lord Tanamo przygotował i wykonał premierowy utwór pt. "The Things Satchmo Said". Jego występ został zauważony przez znanego producenta, Kena Khouriego, będącego również jamajskim przedstawicielem wspomnianej wytwórni Decca, dla której to Armstrong wówczas nagrywał. Nawiązali wkrótce współpracę, która zaowocowała dwoma kolejnymi singlami muzyka, wydanymi przez Khouriego nakładem jego labelu Kalypso Records; w nagraniach tych wzięli udział instrumentaliści z grupy The Jamaican Calypsonians, zorganizowanej niegdyś dla Lorda Flea. Jeszcze w tym samym roku Lord Tanamo nagrał także kilka nowych singli dla Dady Tuariego, założyciela Caribou Records.
Koniec lat 50. przyniósł zmierzch popularności jamajskiego mento-calypso. Idąc z duchem nowego trendu, w roku 1958 Lord Tanamo nagrał dla Khouriego singel pt. "The Blues Have Got Me Down" / "Sweet Dreaming" o stylistyce zbliżonej do robiącego furorę na wyspie amerykańskiego R&B; był to pierwszy jego krążek, który ukazał się również w Wielkiej Brytanii. Mimo to, od roku 1959 wraz ze swoim Calypso Bandem podjął pracę w luksusowym hotelu Arawak w Ocho Rios, gdzie występował przed turystami i różnymi prominentnymi gośćmi (w latach późniejszych można go było także usłyszeć w hotelu Marrakesh w miasteczku Oracabessa). W roku 1961 zwyciężył w konkursie "The Albany King Size Calypso" na najlepszą piosenkę reklamową zorganizowanym przez spółkę Machado Tobacco Ltd., producenta marki papierosów The Albany Cigarettes. W transmitowanym na żywo przez Radio Jamaica finale konkursu, który odbył się w największym wówczas na wyspie plenerowym kinoteatrze Palace Theatre, Lord Tanamo pozostawił w pokonanym polu m.in. Counta Owena. Oprócz nagrody głównej w wysokości 75 funtów, jego zwycięski utwór został przez Machado wydany w postaci promocyjnego singla 7" (na stronie B krążka znalazła się kompozycja Owena).
Wiosną 1964 roku, na fali popularności ska, całkowicie nowego gatunku muzyki jamajskiej łączącego w sobie zarówno tradycyjne elementy mento i calypso, jak również amerykańskiego R&B i jazzu, powstała z inicjatywy Clementa "Sir Coxsone'a" Dodda supergrupa instrumentalna The Skatalites; Lord Tanamo został wówczas jednym z czworga wspierających ją wokalistów. Najpopularniejsze kompozycje formacji na których można go usłyszeć to przede wszystkim "I'm In The Mood For Ska", "Come Down" oraz "Big Trombone". Z różnych przyczyn, The Skatalites zakończyli działalność w sierpniu 1965 roku. Lord Tanamo na kilka lat powrócił do pracy w hotelach, by w roku 1969 wyemigrować do Kanady, gdzie wraz z żoną osiedlił się na stałe w Toronto. Widząc w Kanadzie rosnące zapotrzebowanie słuchaczy na różnego rodzaju muzykę karaibską, otworzył tam wkrótce swój własny sklep z importowanymi nagraniami. Nie zaprzestał jednocześnie występów na żywo, nawiązując m.in. wieloletnią sceniczną współpracę z byłym pianistą The Skatalites Jackiem Mittoo, który pod koniec lat 60. również zamieszkał na emigracji w Toronto.
W latach 70. Lord Tanamo kilkukrotnie odwiedzał Jamajkę. Podczas jednej z wizyt nagrał dla Studia One Sir Coxsone'a swój pierwszy, a zarazem najlepiej znany utwór reggae pt. "Rainy Night In Georgia", będący jednym z wielu coverów przeboju Tony’ego Joe White'a; singel przez 7 tygodni był numerem jeden na wyspie. Natomiast w roku 1978 nawiązał współpracę z innym znanym producentem, Bunnym Lee, który nakładem swojego labelu Third World Records wydał najpierw jego singel pt. "A Dash Of The Sunshine" / "China Man From Montego Bay", a następnie również płytą długogrającą Calypso Reggae. Był obecny, kiedy w roku 1983 po raz pierwszy wstępnie reaktywowali się The Skatalites, biorąc m.in. udział w pamiętnym występie formacji w klubie Blue Monk Jazz Gallery (zob. Stretching Out Vol. 1 i 2). Od tego czasu wziął udział w wielu trasach koncertowych grupy, włączając w to dwa wielkie tournée po Japonii w roku 1989
i 1992. Na przeciągu dekady ukazały się również trzy różne krążki zawierające kompilacje największych przebojów wokalisty.
W czerwcu 2008 roku Lord Tanamo doznał udaru mózgu, na skutek którego utracił zdolność mówienia. Po opuszczeniu szpitala, do dziś przebywa w domu opieki Lincoln Place Nursing Home w Toronto. Jak poinformował jego lekarz, dr Michael Taylor, od tego czasu nie odwiedził go nikt spośród jego przyjaciół, nie udało się także nawiązać kontaktu z nikim z jego najbliższej rodziny.

## Dyskografia

### Single
- "Crinoline Incident" / "Wedding Bells" (1956, Motta’s Recording Studio)
- "Old Harbour Visit" / "Calypso Craze" (1956, Motta’s Recording Studio)
- "Christmas Time" / "Waltzing Matilda" (1957, Kalypso Records)
- "Fat Or Slim" / "Racial Boy" (1957, Kalypso Records)
- "Invitation To Jamaica" / "Pradeial T'ief" (1957, Caribou Records)
- "Call Calypso" / "Little Fist" (1957, Caribou Records)
- "Calypso Tango" / "Give And Get" (1957, Caribou Records)
- "Calypso Meringue" / "Wicked Woman" (1957, Caribou Records)
- "Animal Instinct" / "Senorita" (1957, Caribou Records)
- "The Blues Have Got Me Down" / "Sweet Dreaming" (1958, Kalypso Records)
- "I Love You Truly" / "If You Were Only Mine" (1965, Caribou Records)
- "Rainy Night In Georgia" / "Good Loving" (1970, Studio One)
- "A Dash Of The Sunshine" / "China Man From Montego Bay" (1978, Third World Records)

### Albumy studyjne
- Calypso Reggae (LP, 1978, Third World Records)

### Kompilacje
- In the Mood For Ska (CD, LP, 1993, Trojan Records)
- Skamento Movement (CD, LP, 1994, Imaj Music Records)
- Best Place In the World (CD, LP, 2000, Grover Records)